# 法学専門大学院
法学専門大学院（법학전문대학원、法學專門大學院）またはロースクール（로스쿨）は、大韓民国における法曹養成を目的とする大学院課程である。2007年、従来の司法試験と司法研修院を廃止し、法学専門大学院で法曹を養成することとする法案を可決した。2008年に最初の法学適性試験が実施され、2009年に最初の法学専門大学院が開設された。“ロー（law）”は法を、”スクール（school）”は大学に付属、あるいは独立している専門大学院を指す。似たような事例では、医学専門大学院（medical school）がある。
法学専門大学院は大韓民国で3年のコースで法曹養成するために設置された専門大学院を指す。1995年に5・31教育改革案が発表されると、発足に向けて議論されたがまとまらず、2007年7月3日の法律制定により2009年に法学専門大学院が発足した。司法試験は2017年に廃止され、弁護士試験は法学専門大学院修了者に限って受けることができる。江原大学、建国大学、慶北大学、慶熙大学校、高麗大学、東亜大学、釜山大学、西江大学校、ソウル大学、ソウル市立大学、成均館大学、東亜大学、延世大学校、嶺南大学、円光大学校、梨花女子大学、仁荷大学、全南大学、全北大学、済州大学、中央大学、忠南大学、忠北大学校、韓国外国語大学、漢陽大学以上の合計25個の国内の大学が認可を受けて運営している。
一方、2012年5月10日、法学専門大学院（ロースクール）設置が認められた大学は従来学部段階の法学教育を行っていた部局である法科大学を2017年までに廃止することが義務付けられ、それまでは名称と組織、授業が存置された。

## 導入の経緯
法学専門大学院は、過去司法試験を介して行われたソウル大、延世大、高麗大中心の法曹界カルテル（Cartel）を弱めると同時に、法律サービスの質を維持しながら、社会の法曹拡大需要に対応するために導入された。従来の司法試験の場合、受験生が司法試験予備校に頼った暗記中心の学習を行っていたため、これを改善し、さらに急激な法曹人材の拡大に伴う質の低下を防ぐために法曹養成に特化した教育を実施することで、将来の法曹需要増大に対応しかつ量的質的に十分な法曹を確保するという目的のもと、制度が導入された。

## 圏域
高等法院の管轄地域を基準に全国を5つの圏域（ソウル圏・デジョングォン・デググォン・釜山圏・光州圏）に分けて割り当てた。 25の法学専門大学院の総定員は2,000人である。
| 圏域      | 広域自治団体     | 大学           | 入学定員 |
| ソウル圏  | ソウル特別市     | ソウル大学     | 150人    |
| ソウル圏  | ソウル特別市     | 高麗大学       | 120人    |
| ソウル圏  | ソウル特別市     | 成均館大学     | 120人    |
| ソウル圏  | ソウル特別市     | 延世大学校     | 120人    |
| ソウル圏  | ソウル特別市     | 梨花女子大学   | 100人    |
| ソウル圏  | ソウル特別市     | 漢陽大学       | 100人    |
| ソウル圏  | ソウル特別市     | 慶熙大学校     | 60人     |
| ソウル圏  | ソウル特別市     | ソウル市立大学 | 50人     |
| ソウル圏  | ソウル特別市     | 中央大学       | 50人     |
| ソウル圏  | ソウル特別市     | 韓国外国語大学 | 50人     |
| ソウル圏  | ソウル特別市     | 建国大学       | 40人     |
| ソウル圏  | ソウル特別市     | 西江大学       | 40人     |
| ソウル圏  | 江原道           | 江原大学       | 40人     |
| ソウル圏  | 仁川広域市       | 仁川大学       | 50人     |
| ソウル圏  | 京畿道           | 東亜大学       | 50人     |
| 大世圏    | 大田広域市       | 忠南大学       | 100人    |
| 大世圏    | 忠清北道         | 忠北大学       | 70人     |
| 大邱圏    | 大邱広域市       | 慶北大学       | 120人    |
| 大邱圏    | 慶尚北道         | 嶺南大学       | 70人     |
| 釜山圏    | 釜山広域市       | 釜山大学       | 120人    |
| 釜山圏    | 釜山広域市       | 東亜大学       | 80人     |
| 光州圏    | 光州広域市       | 全南大学       | 120人    |
| 光州圏    | 全羅北道         | 全北大学       | 80人     |
| 光州圏    | 全羅北道         | 円光大学       | 60人     |
| 光州圏    | 済州特別自治道   | 済州大学       | 40人     |
| 5つの圏域 | 13の広域自治団体 | 25大学         | 2,000人  |

- ソウル圏はソウル特別市、仁川広域市、京畿道、江原道、大世圏は大田広域市、世宗特別自治市、忠清南道、忠清北道、大邱圏は大邱広域市、慶尚北道、釜山圏は釜山広域市、蔚山広域市、慶尚南道、光州圏は光州広域市、全羅南道、全羅北道、済州特別自治道である。

## 入学条件
1）4年制大学の学位を取得した者または同等の学力に認められた者に限る。大学と学科は問われない。
2）法学適性検査（LEET）
言語理解、推理デモンストレーション、論述の三科目で構成されており、言語理解、推理デモンストレーションは、複数の選択肢5か多肢選択式で、それぞれ35問ずつで構成されている。論述は二門が出題される。
3）GPA（学部成績）
GPAが一定以下の場合は合格対象から除外される
4）公認の外国語試験
TOEIC、TOEFなどの受験が義務付けられる。大学により反映する試験が異なり反映割合も異なる。
5）面接/論述/その他
面接を行う大学と行わない大学がある

## ロースクール制度に関する議論

### 新しい法律家養成のための国家的合意
21世紀の法治国家を支える将来の法曹は、国民の期待と要請に応える質の法的サービスを提供するために豊かな教養、人間と社会への深い愛情と理解と自由、民主、平等、正義を目指す価値観に基づいて、健全な職業倫理観と複雑な法的紛争をより専門的、効率的に解決できる知識と能力を備えて、開放されていく法律市場に対処し、国際司法制度に対応できる世界的な競争力と多様性を持たなければならないとする。これらの法曹を輩出するために、様々な専攻の学位所持者を対象に、専門的な法律実務教育を担当する法学専門大学院を設置し、その教育課程を忠実に履修した人が法曹に進出するようにする新しい法曹養成と選抜制度を導入しなければならない。「法学専門大学院設置・運営に関する法律」で法学専門大学院は、「優れた法曹を養成することを目的とする」（第1条）と規定している。

### 試験による選抜から教育を通じた育成へ
合格率3％である司法試験に合格するだけで、法曹資格を付与していた時代から、法学専門大学院での充実した教育を受けた後、弁護士試験の受験資格を与えられ、その過程を通じて法曹を養成する時代に移行するものである。韓国のロースクール制度は、そのような転換と履行を担保する重要な要素である充実した教育のために厳格な設置基準を設けており、周期的な自己評価と法学専門大学院の評価委員会の評価（「法学専門大学院設置⋅運営に関する法律」第27条、第32条）の制度も用意した。そして資格試験のために、弁護士試験は、法律家としての基本素養と資質を評価する法学専門大学院の教育課程を忠実に履修した場合、比較的難なく合格することができる資格試験に明確に位置づけた。「弁護士試験法」で、弁護士試験は、「法学専門大学院の教育課程と有機的に連携して実施しなければならない」（第2条）と規定し、弁護士試験の合格は法学専門大学院の導入趣旨を十分に考慮して決定なければならない（第10条第1項）と規定したのは、その点をもう一度確認したものである。 

### 多様なバックグラウンドを有する法曹養成の可能性
様々な出身の専攻と経験を持つ法律家輩出の可能性がある。法学専門大学院協議会によると、実施した全数調査で法学専門大学院入学者の出身大学の数が過去の司法試験合格者に比べて2.5倍以上に増加した。司法試験合格者の出身大学は約40個に過ぎたところ法学専門大学院に変わり入学生の出身大学が約102個に増えたのだ。司法試験の頃1人の弁護士も輩出しなかった62の大学を介してロースクール入学が出てきたことから出身大学を多様化する実効性を示した。

### 法曹の職域開拓の可能性
ロースクール制度は新たな法曹の職域開拓の可能性を開くものである。法曹が必要にもかかわらず、これまで皆無か、または著しく少なかった政府の各省庁、公企業、地方自治体、地方議会、大学などで法曹の職域のが拡大している。これは、弁護士数の増加と関連がある。

### 地域間のバランス是正の可能性
法律家の地域間のバランスの拡大の可能性がある。韓国社会のあらゆる業界のように、弁護士もソウルに集中は依然として深刻である。ソウル地方弁護士会に登録された弁護士の数は、2000年に全弁護士の63％だったのが、2014年には74％まで持続的に増えている。しかし、ソウル集中は弁護士に限った問題ではなく、国家レベルの構造的な問題であり、その現象の評価においては、地域での弁護士絶対数の増加という側面を同時に考慮する必要がある。その点では、済州地域開業弁護士の数が2000年に25人から2014年に70人に3倍近く増えたという事実、2012年に大邱で新たに弁護士として活動し始めたの人員の場合、司法研修院修了者は1,000人のうち2-3人に対し、弁護士試験合格者は1,451人のうち12〜13人であるという事実は、法曹の地域間のバランスという点で示唆的だとするものである。

### 経済的、社会的弱者の進出の可能性
経済⋅社会的弱者の法律進出増大の可能性が保証される。ロースクールでは、経済的⋅社会的弱者のための特別選考と奨学金授与を行っている。設置要件において入学定員の5％以上を必ず経済⋅社会的弱者のための特別選考で選抜することになっている。このような配慮は、司法試験受験生には与えられたことがない。その点ではロースクール制度は、経済的、社会的弱者に法曹資格取得の道を実質的に保障してくれるものとする。

## 韓国でのロースクール制度の導入の背景

### 対外的な導入の背景
ロースクール制度を導入しようと韓国の対外的な導入の背景には、法律市場の開放に関するWTO交渉を挙げることができる。WTO交渉のために法律サービス市場が開放され、弁護士の資格を取得することができる外国の弁護士が韓国に進出することが難しくなくなった。外国の弁護士が数に制限を受けずに韓国に入ってきて営業ができるようになるのに対し、韓国の弁護士は1年に1,000人を輩出して、現在開業している弁護士が約6,300人であることから、量的に韓国の法律サービス市場を外国人弁護士が蚕食することができるようになる問題がある。また、司法試験を通じた韓国法曹養成制度は、法律以外の様々な学問分野の知識を習得する機会を提供していないため、米国の弁護士と比較したときの専門家としての競争力が低下するしかない。

### 対内的な導入の背景
まず、国民に法律サービスをより簡単に提供しようとする意図にある。第二に、国家人材の無駄と社会的コストを削減する意図である。司法試験制度は受験資格と受験回数に制限を設けていない誰でも何度でも試験が受験でき、これにより、多くの受験者が長期間試験の準備をしてみると、国家には、人材の無駄であり、その社会的費用が負担になった。司法試験は本来、受験者の約3万人のうち、1年に約1,000人だけ最終合格させていて、総受験者と合格者のうち、30歳以上の年齢が約40％ほどになることが分かった。これは、30歳以上を超えると少なくない受験者が10年以上の司法試験を準備しているというものである。第三に、様々な分野の専門知識を兼ね備えた法曹養成しようとする意図である。対外的な側面だけでなく、対内的にも法律知識だけ知っにおいてはいけないという認識が広まった。特に国際取引を主とする韓国企業は外国の法制について十分な知識を備えており、外国企業との紛争で活躍できる有能な弁護士を、韓国社会が輩出することを強く求めている。

## ロースクールの教育課程
ロースクールは、ケーススタディ方式教育の強化を通じた紛争解決能力育成、知識の一方的伝授よりlegal mindの涵養のための問答式、討論式の授業と法学実務教育、そして各ロースクール別企業法務、国際通常、知的財産、税法、銀行法などの専門分野の教育を強化するという計画を策定した。また、そのような教育を担当する実務教授などの優れた教員を確保して指導方法のマニュアルの開発、教材編纂と講義内容、範囲、レベル、および方法等に関する討議のためのロースクール協議体を構成するための努力をしてきた。カリキュラムは一般教養科目をなくし、純粋な法律科目のみで構成し、必修科目と選択科目に分け、その比率は1：3程度である。1年目では、必修科目で基本法、法律論、法曹倫理などを履修する。基本必修科目の場合講座を複数開設して同じ科目でも、さまざまな視点からの教育を推進したものである。2、3年目では模擬裁判、実習及び卒業論文を必須とし、残りは選択科目とし、様々な詳細専攻領域を開設する。実習は法曹領域（裁判所、検察、弁護士事務所）、企業、政府、市民団体での現地実習と模擬裁判とLaw Clinicなどの校内実習を主に行う。

## 入試制度の問題点
ロースクール制度がなぜ導入する必要がありしたのか、その根本的な趣旨を振り返って、現実のロースクールがその趣旨に合わせて運営されているかどうかを確認すべきだという意見がある。ロースクール導入の趣旨には大体1）法律家の専門性強化2）法律家の多元性拡大3）多数の弁護士輩出4）新しい法曹職域開拓5）教育の正常化6）法律、地域バランスを大きく7）経済的、社会的弱者の法律進出拡大8）試験浪人の問題9）弁護士輩出の脱国家化/分散化10）閉鎖的な法曹文化克服などが取り上げられたことがある。一方、ロースクールの入学者専攻課程では面接が重視されるため様々な文化に触れる機会が多い富裕層出身者が有利になるという批判がある。「公正性が担保されない」ロースクールに代わって司法試験制度を存置もしくは復活させようという意見がある。

## カリキュラムの問題点
法曹に求められる核心的能力は、(1)リーガルマインド（legal mind）、(2)ビジネスの法的能力、(3)グローバル化への適応能力とすることができる。リーガルマインドは法学方法論、法学教育論、法律実務を包括する方法の過程（process）の問題であれば、ビジネスの法的能力とグローバル化への適応能力は、法の内容（contents）の問題だとすることができる。

### リーガルマインド（legal mind）
ロースクール進学後にLEETを下部とする段階リーガルマインド培養課程が動作するかは疑問である。LEET試験を通じて確保された論理能力は、現在、多くのロースクールがリーガルマインド培養教育をおろそかにする状況と非常に観念的で形式論理的な従来方式の概念法学的教育によって変質するおそれがある。

### ビジネス法的能力
法学教育は、法律サービス自体の市場の需要の変化にも適応しなければならない。例えば、米国のMBAプログラムで国際取引法、国際通商法、国際環境法に類似の科目の増加と流体財産のほか、知的財産の経済的価値の増加状況と一緒に教育サービスとして知的財産MBAプログラムが人気を得ている状況は、韓国の法学教育について示唆するところが大きい。事実、従来韓国で法学教育を受け、ビジネス法を担当する実務家は、大学で学んだ法実務の法律との間の乖離を感じたり、さらには両者を他のものと考えている二元的立場が多かった。このような理由から、ロースクールの設置過程で、ビジネス実務法科目を増やそうとす動きがあった。しかし、特に地方大学ロースクールの場合、弁護士試験の必須科目である憲法、民法、刑法等の科目に集中し、また、実際のにおいてこれらの科目の教育を繰り返す状況で問題がビジネス法実務能力が以前より向上しにくい状況がある。

### グローバル化適応能力
21世紀の法治国家を支える将来の法曹人は、国民の期待と要請に応える質の法的サービスを提供するために豊かな教養、人間と社会への深い愛情と理解と自由民主平等の定義を目指す価値観をに基づいて、健全な職業倫理観と複雑茶器た法的紛争をより専門的、効率的に解決することができる知識と能力を備えて、開放されていく法律サービス市場に対処し、国際司法制度に対応できる世界的な競争力と多様性を持たなければならない。これらの導入趣旨がグローバル化に合わせて積極的に質の高い法律サービスを提供することができる法曹を養成するよりは開放されている法律市場に防御的に対応するという論理になっていたが、明らかに国際化、グローバル化の法学教育の必要性を指摘していた。ところが、「法学専門大学院設置・運営に関する法律」第2条「法学専門大学院の教育理念は、国民の多様な期待と要請に応える質の法律サービスを提供するために豊かな教養、人間と社会の深い理解と自由、平等、正義を指向する価値観に基づいて、健全な職業倫理観と複雑な法的紛争を専門的効率的に解決することができる知識と能力を備えた法曹の養成にある」 として、国際化、グローバル化への対応の必要性が削除された。グローバル化とかけ離れた法学教育への懸念は、ロースクール前だけでもなかった現実となった。弁護士試験の選択科目である国際法、国際取引法は、ロースクール学生から人気がないか、まったく無視されている。

## その他問題

### 多様性
ロースクールの利点である多様性は、韓国においては韓国においては出身階層の多様性に過ぎない。これはモデルとなった米国ロースクールの多様性とは全く関係がなく、韓国ロースクールは、学歴偏重深化現象をもたらす。ロースクールが他の専門大学院とは異なり、公職に入る排他的な資格を付与するものであるため、公平性が社会的に認められなければならない。しかし、現在までに韓国ロースクール制度は公正ではなく、不公正であるという議論が多く提起されている。

## 批判

### 現代版蔭敍制
ロースクール制度が現代版蔭敍制であるという批判がある。しかし、ロースクール教員をはじめ、利害関係者は、これは根拠のない憶測であり、ロースクールの奨学支援を通じて社会的弱者への配慮、入学生の多様性などの肯定的な面に注目しなければならないと主張する。しかし、入学条件が少なくとも4年制大学以上の卒業資格を要するのは、学部課程まで終え程度の経済的余裕は持っていることを条件として、司法公職に排他的資格を付与しようというものであり、実効的平等の機会（effective equal opportunity）を剥奪するものである。

### 避けられない赤字運営
韓国の場合、法学専門大学院は高額の授業料という世間の批判のために文部科学省から強制的に私立大学院の授業料は15％引き下げ、国公立大学は5年間授業料の凍結をするようにした。すべての法学専門大学院が授業料総額の30％以上を奨学金として支給するようになっているが、最初のか時から高コスト構造を予定していた。すべての法学専門大学院は設置認可のための20人以上の教員を確保したが、既存の庭を申請したものよりも少ない入学定員を割り当てたにもかかわらず、認可申請当時確保した教員数をそのまま維持した。か維持条件のために、過去8年間の教員数を減らすことができなかったのだ。その他寮などの施設管理・維持の問題や学士運営などにかかるコストは、奨学金の支給に出る費用などを考慮すると、法学専門大学院は赤字運営が避けられない構造であり、これは、法学教育の質を低下することになる要因として懸念が提起されている。

### 学歴注意
ソウル大学法学専門大学院（定員150人）の場合、毎年100人に近いソウル大学学部出身を選抜し、残りの人員は延世大学校、高麗大学、ソウル素材名門私立大学とKAIST、浦項工科大学出身を中心に選抜する。ソウル大学法学専門大学院の場合、ソウル大学、延世大学校、高麗大学の学部出身者が87.7パーセント、延世大学校法学専門大学院は83.4パーセント、高麗大学法学専門大学院の場合には、87.6パーセントで、これらの学校は、ロースクール制度の下で、学歴注意をさらに強固ているという批判を受けている。以外の法学専門大学院にも似たような面を見せてくれており、法学専門大学院を卒業後、法律市場に拡大するほど、その社会の姿はより一層深刻化されている。

### 差別化の原理
自由至上主義者、ロバート・ノージックはロールズの正義論を批判し、差別化の原理は、当初の意図とは異なり、最も優れた地位にある者に多くを与えるように変質する可能性が多いという。ロールズやチェ・ヨルなど上記の人々が差分原理によって利益を受けるので不満の理由がないと主張しているのに対し、ノージックは最上部にある人々が社会的協力のための差分原理を同じように利用することができ、結果的に最も多くのことを持って寝るという点をロールが無視していると主張している。ところが、韓国のロースクールは、入学の過程で非常に不透明、不公正に運営されている。少数の専門利害関係者（ロールの優越的地位）が事実上、司法公職の資格を牛耳っているが、チェ・ヨルの上にある庶民は不透明と不公正を理由に訴えて疑問を提起しているのが実情である。

## ロースクール制度の改善の方向

### 総入学定員の廃止
韓国「ロースクールシステム」は、総入学定員という特殊な制度を、その要素としている。「法学専門大学院設置⋅運営に関する法律」によると、教育部長官は、「法院行政処長、法務部長官と協議して、「 "法学専門大学院の総入学定員を定める」（第7条）。ところがこのように、政府が全国に設置されているロースクールの全体の入学定員をあらかじめ定める制度は、ロースクール制度を導入している米国や日本など他の国でも、その例を発見することができないのである。総入学定員は、設置後にはロースクールの「独占」状態をもたらした。総入学定員という参入障壁により、新規参入者が入ってくる可能性が遮断された状況では、大学はインストールかを受ける瞬間」独占の静けさ」を享受した。その結果、競争を通じた発展という要素が著しく弱体化した。教育に関する質的競争の誘引が弱体化されており、授業料引き下げの誘引は、弱体化された反面、印象の誘惑は強化され、特性化され法律家の養成という質的な側面は、軽視されている一方、弁護士試験合格率という量的な競争が前面に出るようになった参入障壁以外の他の意味を持たないだけではなく、むしろロースクール制度の発展を妨げている総入学定員は廃止されるべき当然だ。総入学定員を廃止すれば、設置基準の緩和が可能になり、その分の授業料の引き下げが可能になるだろう。ロースクールの「寡占利益」は消えるものであり、その分、優秀な人材を確保することができる。

### 優れた法曹人材育成に資する
大陸法系の国の中のロースクールを導入し実施する国は、現在、日本がほぼ唯一で何よりも、その国の社会経済的な現実に合ったトレーニングシステムや試験制度が妥当とみられ、その核心は、各国の社会経済的な状況と法曹人材の需要に合わせて合格者数の調整や教育の充実と充実や試験制度でを通じて有能な法曹人材の選抜と充実研修教育を通じて優秀な法曹人材を養成輩出しなければ、国民に量的たが質的に優れた法律サービスを提供することができるシステムを形成するようにすべきである。 